# F. est un salaud
F. est un salaud è un film del 1998 diretto da Marcel Gisler.
Il soggetto è tratto dal romanzo omonimo di Martin Frank.

## Trama
Zurigo, 1973. Il quindicenne Beni si innamora di Fögi, cantante di un gruppo rock. Dopo che Fögi lo seduce, Beni inizia a seguirlo ovunque egli vada. Ma Fögi è un tossicodipendente e lo stesso Beni finirà col precipitare in un mondo fatto di alcol, sesso, droga e musica rock; arrivando anche a prostituirsi per pagare la droga all'amato Fögi.

## Distribuzione
Il film venne presentato nel 1998 al Festival del film Locarno, e al Toronto International Film Festival.

## Colonna sonora
| Brano                   | Scritta da                          | Eseguita da                                                        |
| ----------------------- | ----------------------------------- | ------------------------------------------------------------------ |
| Make my day             | Rainer Lingk                        | Nico Lippolis, Rainer Lingk, Jochen Arbait e Thomas Wydler         |
| Sinners                 | Rainer Lingk                        | Nico Lippolis, Rainer Lingk, Jochen Arbait e Thomas Wydler         |
| You think               | Rainer Lingk                        | Nico Lippolis, Rainer Lingk, Jochen Arbait e Thomas Wydler         |
| Can't get to me         | Rainer Lingk                        | Nico Lippolis, Rainer Lingk, Jochen Arbait e Thomas Wydler         |
| Baby love               | Rainer Lingk                        | Nico Lippolis, Rainer Lingk, Jochen Arbait e Thomas Wydler         |
| Ticket                  | Rainer Lingk                        | Nico Lippolis, Rainer Lingk, Jochen Arbait e Thomas Wydler         |
| A little High           | Peter von Siebenthal e Frank Gerber | Peter von Siebenthal, Frank Gerber, Pascal Dussex e Kaspar Würgler |
| Don't tell me           | Peter von Siebenthal e Frank Gerber | Peter von Siebenthal, Frank Gerber, Pascal Dussex e Kaspar Würgler |
| I'm waiting for the man | Lou Reed e John Cale                | The Velvet Underground                                             |
| Heroin                  | Lou Reed                            | The Velvet Underground                                             |
| Wing                    | Patti Smith                         | Patti Smith                                                        |

## Riconoscimenti
- 1998 - Festival del film Locarno
  - Youth Jury Award a Marcel Gisler
  - Candidatura al Leopardo d'oro a Marcel Gisler
- 1999 - Swiss Film Prize
  - Miglior film